# Люнинг, Отто (философ)
Отто Люнинг (нем. Otto Lüning; 6 марта 1818, Гютерсло, Германия — 19 ноября 1868) — немецкий врач, публицист, редактор и философ.

## Биография
Родился 6 марта 1818 года в Гютерсло. Занимался медицинской деятельностью, публицистикой и философией. В публицистике был представителем так называемого «истинного социализма».
С 1848 по 1850 год — главный редактор «Новой немецкой газеты».
Скончался 19 ноября 1868 года.

## Критика
Карл Маркс постоянно критиковал Отто Люнинга за неправильное рецензирование его работы «Классовая борьба во Франции с 1848 по 1850 год», т.к по его словам Отто Люнинг искажал его взгляды о диктатуре пролетариата и уничтожении классовых различий.

## Сочинения
- De velamentis medullae spinalis. Vratislaviae 1839. 30 S. (Univ., Med. Diss.) Gedichte. Verlag der Brodtmannschen Buchhandlung, Schaffhausen 1844
- Dieß Buch gehört dem Volke herausgegeben von Otto Lüning. 3. Bde. A. Helmich, Bielefeld 1845—1846
- Das Westphälische Dampfboot. Hrsg. Otto Lüning. Crüwell, Paderborn 1845—1848 (1.1845 — 4.1848,12 −17.Mai) (Nachdruck, Glashütten/Ts., 1972)
- Das neue Wahlgesetz. Grote´sche Buchdruckerei, Münster 1848 Flugblatt Otto Lüning / J.Weydemeyer / Christian Esselen, Friedrich Kapp, Rudolf Rempel: An das Volk. Münster 2. April 1848. Grote´sche Buchdruckerei, Münster 1848 Flugblatt